# Murter-Kornati
Murter-Kornati (Italiaans: Morter-Incoronate of Mortero) is een gemeente in de Kroatische provincie Šibenik-Knin.
Murter-Kornati ligt op het eiland Murter en telt 2075 inwoners. De oppervlakte bedraagt 81,08 km², de bevolkingsdichtheid is 25,6 inwoners per km². Het eilandje is verbonden met het vasteland met een bruggetje in de gemeente Tisno, je hoeft geen veerboot te nemen.  Op het eiland zijn er vier dorpjes: Tisno, Jezera, Betina en Murter.

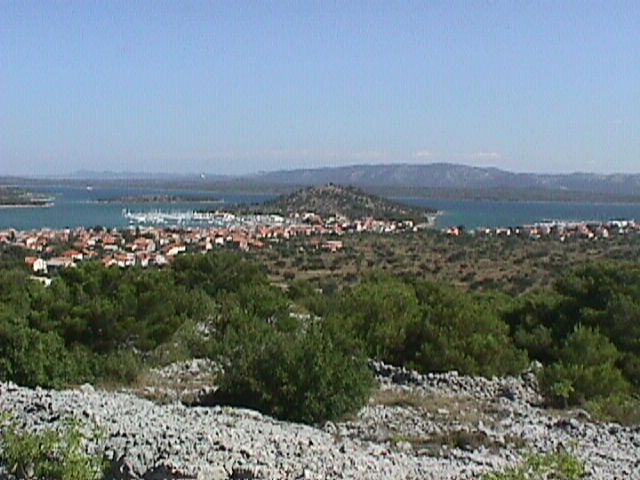
Murter
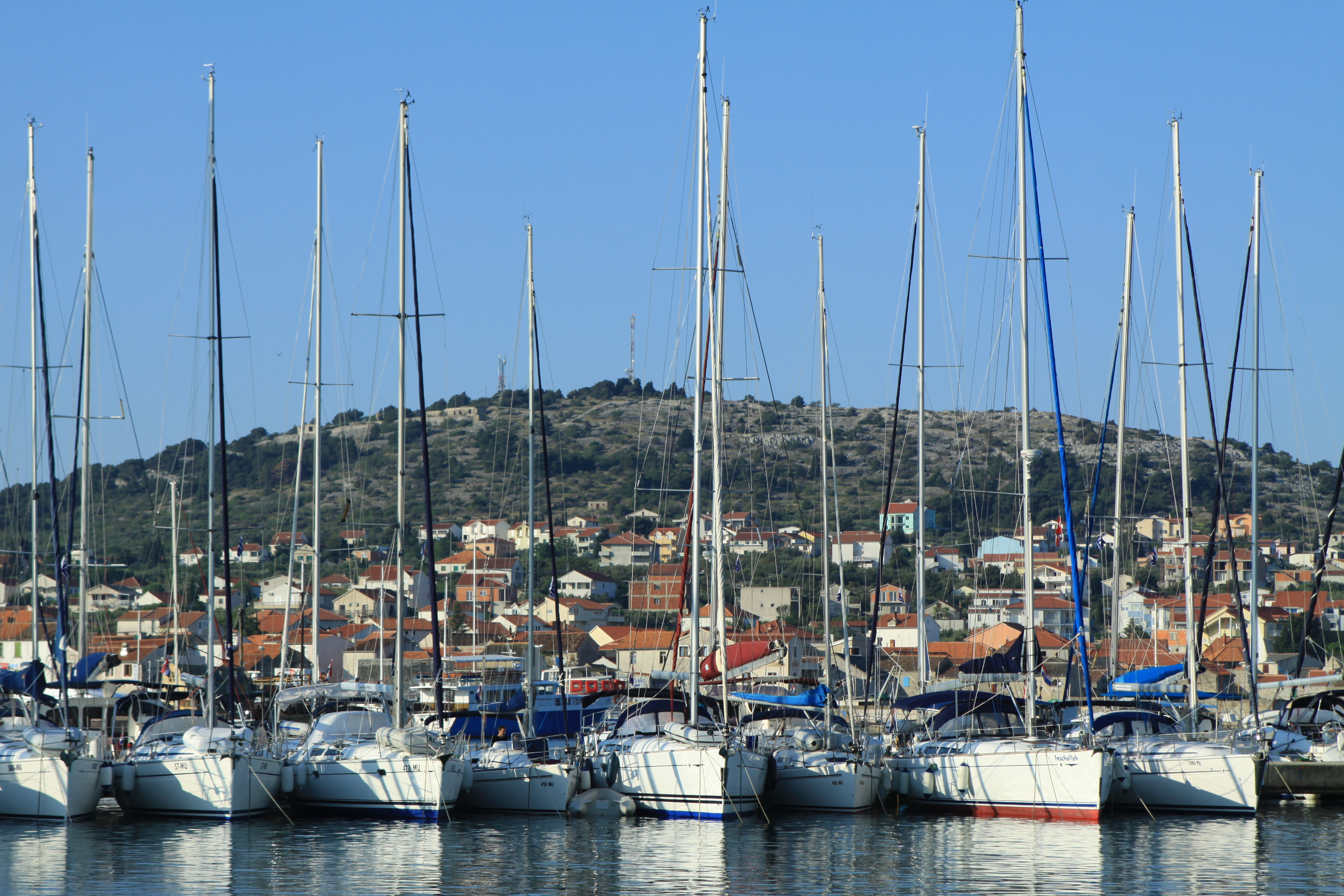
Haven van Murter

Steden (gradovi): Šibenik · Drniš · Knin · Skradin · Vodice

Gemeenten (općine): Bilice · Biskupija · Civljane · Ervenik · Kijevo · Kistanje · Murter-Kornati · Pirovac · Primošten · Promina · Rogoznica · Ružić · Tisno · Tribunj · Unešić